# Parole contro la mafia
Parole contro la mafia è una raccolta di redazionali (dal 21 marzo al 26 settembre 1988) pronunziati da Mauro Rostagno (1942-1988), giornalista e sociologo assassinato dalla mafia, dagli schermi dell’emittente trapanese RTC (Radio Tele Cine) come introduzione ai notiziari, che documenta la sua costante attenzione per le vicende relative alla criminalità organizzata siciliana.
Trascritti da Salvatore Mugno nell’immediatezza del delitto e apparsi in volume a sua cura pochi anni dopo (Ravenna, Edizioni CVUR, Quaderni di Saman, presentazione di Francesco Cardella, 1992), molti di essi sono stati utilizzati e riprodotti nella sentenza del primo grado di giudizio emessa dalla Corte d’Assise di Trapani nel relativo processo per l’omicidio (iniziato nel 2011 e concluso in Cassazione nel 2021), che condusse alla condanna definitiva del capo di Cosa Nostra trapanese.

## Contenuti
Gli interventi del sociologo riuniti nel volume s’incentrano soprattutto sulle inefficienze e su casi di corruzione della politica, sulla diffusa sottocultura di aggregarsi in consorterie e di organizzarsi in «tribù e sottotribù» partitiche (Parole contro la mafia, pp. 87 e 137), sui mali di Trapani (acqua, “munnizza”, sanità), sull’espansione del consumo di droghe, su vicende relative a logge massoniche irregolari, su appalti in mano a importanti e chiacchierati imprenditori catanesi.
Egli si sofferma pure sull’efficace azione repressiva nei confronti della mafia e contro i traffici criminali messa in atto dalla magistratura, nonché sulle battute di arresto che talvolta essa subisce.
(M. Rostagno, Parole contro la mafia, p. 213)
Rostagno, inoltre, con le telecamere di RTC («(…) una televisione che fa “scruscio”», Parole contro la mafia, p. 113), racconta la sua visione del “villaggio” locale e globale e riflette sulle buone e sulle cattive pratiche dei siciliani. Si intrattiene anche su taluni aspetti della sua vita privata, del suo passato in Lotta Continua e del suo impegno presso la Comunità Saman. I suoi commenti, in qualche caso coi toni dell’umorismo e dell’ironia, si rivolgono anche nei confronti di quanti in città provano a denigrarlo, a calunniarlo e a frenarne lo slancio umano e civico.